# Бутуа (держава)
Бутуа або Бутва  — африканська держава, що утворилося напочатку внаслідок занепаду держави Зімбабве. Протягом усього свого існування протистояло Мономотапі. 1683 року підкорено державою Розві.

## Історія
Напочатку XV ст. держава Зімбабве все більше занепадає. Остаточного удару завдало утворення Мономотапи. Частина знаті перебралася з Великого Зімбабве на південь, де утворило столицю Кгамі. З початку у 1490-х роках боротьби за трон в Мономотапі правителі Бутуа постійно підтримували заколоти та повстання, намагаючись послабити свого суперника в торгівлі з португальцями і арабськими купцями. Перша згадка в португальських джерелах про бутуа відноситься до 1512 року.
Тривала боротьба з Мономотапою послабило обидві держави. Цим скористалася держава Розві, що постала на частині Мономотапи. З кінця XVI ст. Бутуа вимушена була перейти до оборони. 1683 року її столицю було захоплено війська Розві.

## Устрій
Загалом наслідувало традиції Зімбабве. На чолі стояв володар (мамбо) з династії Торва. Зберігалася 3-рівнева класова система: знать; війсьні (ремісники, скотарі й торгівці); раби. Управління було більш централізованим. Втім система спрямування дані залежними племенами зберігалася.

## Економіка
Основу становили скотарство і торгівля, частково землеробство. Бутуа була важливим центрмо торгівлі золотом, а потім й рабами.

## Культура
Траидція зведення величних кам'яних будівель у техніці Великого Зімбабве зберігалася.